# Alice et la Rivière souterraine
Alice et la Rivière souterraine (titre original : The Secret of the Forgotten City, littéralement : « Le secret de la ville oubliée ») est le cinquante-deuxième roman de la série américaine Alice (Nancy Drew en VO) écrit par Caroline Quine, nom de plume collectif de plusieurs auteurs. L'auteur de ce roman est Harriet Adams.
Aux États-Unis, le roman a été publié pour la première fois en 1975 par Grosset & Dunlap, New York. En France, il a paru pour la première fois en 1979 chez Hachette Jeunesse dans la collection « Bibliothèque verte ». Il n'a plus été réédité en France depuis l'an 2000.

## Résumé
Remarque : le résumé est basé sur l'édition cartonnée non abrégée parue en 1979 en langue française.
- Mise en place de l'intrigue (chapitres 1 à 5)

Devant la maison des Roy, Alice et son ami Ned assistent au vol du sac à main d'une Indienne, madame Wabash. Le voleur s'enfuit en abandonnant le sac vidé de son contenu. Le sac contenait des petites tablettes de pierre gravées : d'anciens pétroglyphes qui appartiennent à la tribu de Mme Wabash. Celle-ci était venue les apporter à Alice car elle pense que ce sont des indices qui pourraient permettre de trouver le trésor enfoui de la « Cité oubliée », jadis localisée dans le désert du Nevada.
- Enquête et aventures (chapitres 6 à 18)

Alice et ses amis se rendent donc sur le lieu supposé de la « Cité oubliée », dont le site présumé fait actuellement l'objet de fouilles par des archéologues. Ils sont en butte à l'hostilité de Joe Piedléger, un Indien qui veut s'emparer du trésor.
Le but d'Alice et de ses amis est de récupérer sept pétroglyphes dont la réunion permettrait de lire un message indiquant l'endroit où est situé le trésor.
À deux reprises, Alice est amenée à visiter une rivière souterraine qui se remplit d'eau à la suite d'un orage : sa vie est mise en danger.
- Dénouement (chapitres 19 et 20)

Alors qu'elle est emportée dans le lit souterrain de la rivière en crue, Alice découvre l’endroit où était caché le trésor depuis plusieurs siècles.

## Personnages
- Personnages récurrents
  - Alice Roy : dix-huit ans, détective amateur blonde, fille de James Roy, orpheline de mère.
  - James Roy : avoué[2] de renom, père d'Alice Roy, veuf.
  - Bess Taylor : jeune fille blonde et rondelette, une des meilleures amies d'Alice.
  - Marion Webb : jeune fille brune et sportive, cousine germaine de Bess Taylor et une des meilleures amies d'Alice.
  - Ned Nickerson : jeune homme brun et athlétique, ami et chevalier servant d'Alice, étudiant à l'université d'Emerson.
  - Daniel Evans : ami et chevalier servant de Bess, camarade d'université de Ned.
  - Bob Eddleton : ami et chevalier servant de Marion, camarade d'université de Ned.
  - Sarah : la fidèle gouvernante des Roy, qui a élevé Alice à la mort de sa mère.
  - M. Stevenson : commissaire de River City, ami d'Alice.
  - Togo : petit chien fox-terrier d'Alice.

- Personnages spécifiques à ce roman
  - Mme Wabash : une Indienne.
  - Wouanna Pickup : jeune Indienne.
  - Professeur Donald Maguire : archéologue.
  - Piéléger : un malfaiteur.

## Éditions françaises
- 1979 : Hachette, collection Bibliothèque verte, cartonné (français, version originale). Couverture de Jean Sidobre, illustrations intérieures de Daniel Billon. Texte français d'Anne Joba. 20 chapitres. 182 p.
- 1984 : Hachette, collection Bibliothèque verte, cartonné (français, version originale). Nouvelle couverture de Jean Sidobre, illustrations intérieures de Daniel Billon. Texte français d'Anne Joba. 20 chapitres. 182 p.
- 1989 : Hachette, collection Bibliothèque verte no 460, souple (français, version originale). Couverture de Jean Sidobre, illustrations intérieures de Daniel Billon.
- 1992 : Hachette, collection Bibliothèque verte, souple (français, version originale). Illustré par Philippe Daure.
- 2000 : Hachette, collection Bibliothèque verte[3], souple (français, version originale). Illustré par Philippe Daure.